# Matsudo, Chiba
Matsudo (松戸市 Matsudo-shi) là một thành phố thuộc tỉnh Chiba, Nhật Bản.